# Saint-Pierre-la-Palud
Saint-Pierre-la-Palud est une commune française, située dans le département du Rhône en région Auvergne-Rhône-Alpes.

## Géographie
Saint-Pierre-la-Palud se situe dans les monts du Lyonnais au nord ouest de Lyon dans une zone semi montagnarde proche des monts du Beaujolais entre les villes de Sourcieux-les-Mines et Sain-Bel dans le canton de L'Arbresle.

### Climat
Pour des articles plus généraux, voir Climat d'Auvergne-Rhône-Alpes et Climat du Rhône.
En 2010, le climat de la commune est de type climat océanique dégradé des plaines du Centre et du Nord, selon une étude du Centre national de la recherche scientifique s'appuyant sur une série de données couvrant la période 1971-2000. En 2020, Météo-France publie une typologie des climats de la France métropolitaine dans laquelle la commune est exposée à un climat de montagne ou de marges de montagne et est dans la région climatique Nord-est du Massif Central, caractérisée par une pluviométrie annuelle de 800 à 1 200 mm, bien répartie dans l’année.
Pour la période 1971-2000, la température annuelle moyenne est de 10,9 °C, avec une amplitude thermique annuelle de 16,7 °C. Le cumul annuel moyen de précipitations est de 792 mm, avec 8,9 jours de précipitations en janvier et 6,7 jours en juillet. Pour la période 1991-2020, la température moyenne annuelle observée sur la station météorologique de Météo-France la plus proche, « Brindas », sur la commune de Brindas à 10 km à vol d'oiseau, est de 12,2 °C et le cumul annuel moyen de précipitations est de 717,6 mm,. Pour l'avenir, les paramètres climatiques de la commune estimés pour 2050 selon différents scénarios d'émission de gaz à effet de serre sont consultables sur un site dédié publié par Météo-France en novembre 2022.

## Urbanisme

### Typologie
Au 1er janvier 2024, Saint-Pierre-la-Palud est catégorisée ceinture urbaine, selon la nouvelle grille communale de densité à sept niveaux définie par l'Insee en 2022.
Elle appartient à l'unité urbaine de L'Arbresle, une agglomération intra-départementale regroupant huit  communes, dont elle est une commune de la banlieue,,. Par ailleurs la commune fait partie de l'aire d'attraction de Lyon, dont elle est une commune de la couronne,. Cette aire, qui regroupe 397 communes, est catégorisée dans les aires de 700 000 habitants ou plus (hors Paris),.

### Occupation des sols
L'occupation des sols de la commune, telle qu'elle ressort de la base de données européenne d’occupation biophysique des sols Corine Land Cover (CLC), est marquée par l'importance des forêts et milieux semi-naturels (44,9 % en 2018), une proportion identique à celle de 1990 (44,9 %). La répartition détaillée en 2018 est la suivante : forêts (44,9 %), zones agricoles hétérogènes (20,7 %), prairies (16,8 %), zones urbanisées (15,6 %), espaces verts artificialisés, non agricoles (2 %). L'évolution de l’occupation des sols de la commune et de ses infrastructures peut être observée sur les différentes représentations cartographiques du territoire : la carte de Cassini (XVIIIe siècle), la carte d'état-major (1820-1866) et les cartes ou photos aériennes de l'IGN pour la période actuelle (1950 à aujourd'hui).

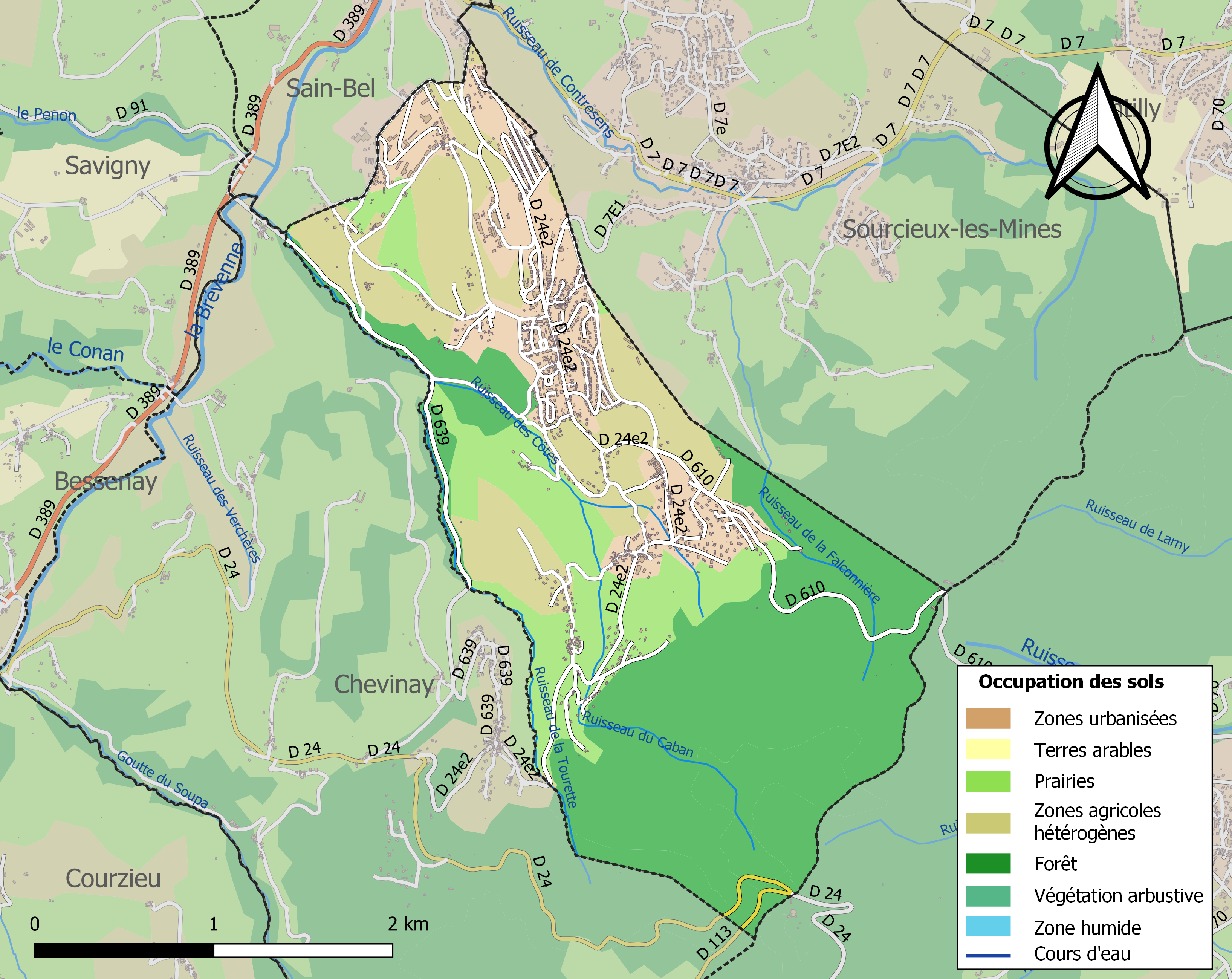
Carte des infrastructures et de l'occupation des sols de la commune en 2018 (CLC).

### Voies de communication et transports
Une ligne des cars du Rhône dessert le village.
- 208 :
  - Direction : Gare de l'Arbresle SNCF par Sain-Bel, Savigny et L'Arbresle centre
  - Direction : Brullioles par Chevinay et Bessenay

## Toponymie
La commune est attestée anciennement sous la forme Saint-Pierre-la-Pallu, mais c’est la forme Saint-Pierre-la-Palud qui est aujourd’hui utilisée.
Au cours de la Révolution française, la commune porte provisoirement les noms de Palud-la-Montagne et de Pelletier-la-Palud.

## Histoire
La commune est une annexe de Chevinay qui a été érigée en commune distincte en 1791.
Saint-Pierre-la-Palud est une ancienne cité minière. Exploitées au Moyen Âge par Jacques Cœur puis par les frères Perret en 1840 et enfin par Saint-Gobain, les mines ont fermé en 1972. Au début du XXe siècle, on y produisait 70 % de la pyrite française (soufre).

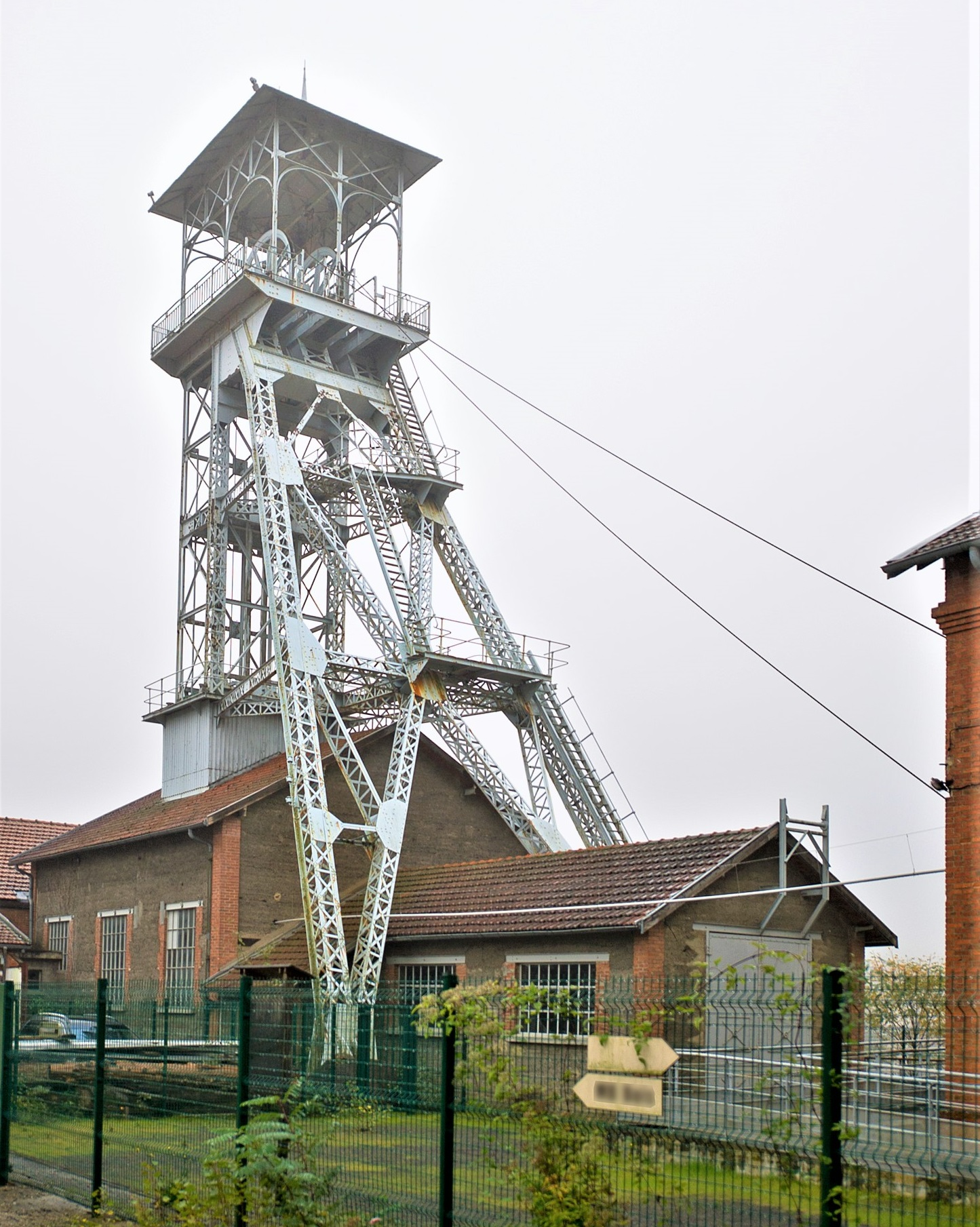
Le chevalement du puits Perret.

L’ensemble des anciens bâtiments industriels est dominé encore aujourd’hui par le puits métallique Perret. Le musée de la mine présente l’extraction minière dans les monts du Lyonnais.
Le bourg actuel de Saint-Pierre-la-Palud n’existe que depuis 1863. Auparavant, le village était implanté au pied des collines de la Luère et de la Croix du Ban, au lieu-dit le Vieux Bourg. Des vestiges de l’ancien aqueduc romain de la Brévenne qui alimentait la ville de Lugdunum sont encore visibles sur le territoire de la commune notamment au Thus des Sarrazins.
Une grande villa bourgeoise du XIXe siècle est perché au hameau la Pérollière dite Villa Mangini. Elle abrite aujourd'hui un des principaux centres de formation de la société Enedis.

## Politique et administration
| Période                                  | Période                   | Identité                                   | Étiquette     | Qualité |
| ---------------------------------------- | ------------------------- | ------------------------------------------ | ------------- | --- |
| 1831                                     | 1846                      | Jean Pierre Jacquemet                      |               | |
| 1846                                     | 1848                      | Jean Pierre Farge                          |               | |
| 1848                                     | 1850                      | Marcellin Mallet                           |               | |
| 1850                                     | 1864                      | Pierre Thomas Collomb                      |               | |
| 1864                                     | 1902 (décès)              | Félix Mangini                              |               | Ingénieur des mines, philanthrope |
| 1902                                     | 1919                      | Marc Mangini (1873-1935) Fils du précédent |               | |
| 1919                                     | 1923                      | Jean Jard                                  | RG            | Conseiller général du canton de L'Arbresle (1919 → 1933)                                                                                 |
| 1923                                     | 1944                      | Joseph Nicolas                             | RG            | Conseiller général du canton de L'Arbresle (1934 → 1940)                                                                                 |
| avril 1944                               | octobre 1944              | Georges Ruch                               |               | Nommé maire |
| octobre 1944                             | mai 1945                  | Louis Laverrière                           |               | |
| mai 1945                                 | mars 1971                 | Robert Brocheton                           |               | |
| mars 1971                                | mars 1989                 | André Ducarre                              |               | |
| mars 1989                                | mars 2014                 | Yvon Olivier                               | DVG-PS        | Cadre retraité EDF 3e vice-président de la CC du Pays de L'Arbresle (? → 2014)                                                           |
| mars 2014                                | août 2016 (démission)     | Pierre Genoux                              | SE-DVD        | Retraité 8e vice-président de la CC du Pays de L'Arbresle (2014 → 2016)                                                                  |
| 2 décembre 2016                          | En cours (au 18 mai 2020) | Morgan Siffredi-Griffond                   | DVG puis LREM | Exploitant agricole 4e vice-président de la CC du Pays de L'Arbresle Conseiller départemental depuis 2021 Réélu pour le mandat 2020-2026 |
| Les données manquantes sont à compléter. |                           |                                            |               | |

## Population et société

### Démographie
L'évolution du nombre d'habitants est connue à travers les recensements de la population effectués dans la commune depuis 1790. Pour les communes de moins de 10 000 habitants, une enquête de recensement portant sur toute la population est réalisée tous les cinq ans, les populations de référence des années intermédiaires étant quant à elles estimées par interpolation ou extrapolation. Pour la commune, le premier recensement exhaustif entrant dans le cadre du nouveau dispositif a été réalisé en 2005.

En 2022, la commune comptait 2 586 habitants, en évolution de −1,9 % par rapport à 2016 (Rhône : +3,93 %, France hors Mayotte : +2,11 %).
| 1790 | 1793 | 1800 | 1801 | 1806 | 1820 | 1821 | 1826 | 1831 |
| ---- | ---- | ---- | ---- | ---- | ---- | ---- | ---- | ---- |
| 425  | 600  | 591  | 591  | 591  | 743  | 667  | 606  | 714  |

| 1836 | 1841 | 1846 | 1851 | 1856 | 1861 | 1866 | 1872 | 1876 |
| ---- | ---- | ---- | ---- | ---- | ---- | ---- | ---- | ---- |
| 705  | 708  | 677  | 698  | 563  | 589  | 753  | 753  | 870  |

| 1881 | 1886 | 1891 | 1896 | 1901  | 1906  | 1911  | 1921  | 1926  |
| ---- | ---- | ---- | ---- | ----- | ----- | ----- | ----- | ----- |
| 825  | 814  | 923  | 940  | 1 147 | 1 263 | 1 245 | 1 100 | 1 237 |

| 1931  | 1936  | 1946  | 1954  | 1962  | 1968  | 1975  | 1982  | 1990  |
| ----- | ----- | ----- | ----- | ----- | ----- | ----- | ----- | ----- |
| 1 544 | 1 417 | 1 414 | 1 576 | 1 472 | 1 385 | 1 233 | 1 546 | 1 804 |

| 1999  | 2005  | 2006  | 2010  | 2015  | 2020  | 2022  | - | - |
| ----- | ----- | ----- | ----- | ----- | ----- | ----- | - | - |
| 1 983 | 2 207 | 2 184 | 2 474 | 2 629 | 2 576 | 2 586 | - | - |

Les données démographiques antérieures à 1793, année du premier recensement en France, sont mal connues. Cependant des documents datant du Moyen Âge de comptage de la population existent. Pour la paroisse de Saint-Pierre-la-Palud un décompte des feux a été effectué. Trois dates de recensement des feux sont connues : 58 feux en 1697, 58 feux en 1709 et 58 feux en 1720. Cette population stable correspond à un chiffre de population entre 261 et 290 personnes, selon la méthode de calcul d’extrapolation de feu fiscal.

### Enseignement
La commune dispose d’une école maternelle et d’une école primaire.

### Manifestations culturelles et festivités
Plusieurs fêtes et manifestations ont lieu dans la commune :
- Défilé et fête des classes en mai[25]
- Fête du Sou des écoles en juin[25]
- Fête du 14 juillet
- Fête de la Sainte-Barbe le 1er dimanche de décembre[25]

## Économie
En 1996 il est attesté sur la commune 11 commerces, 14 entreprises et 15 artisans.

## Culture

### Lieux et monuments
- Musée de la mine et de la minéralogie, puits Perret
- Villa La Pérollière (demeure du XIXe siècle)[25]
- Col de la Luère
- Col de la Croix du Ban
- Église du XIXe siècle[25]
- Ruines de l’Aqueduc de la Brévenne, appelé localement le « thus »[26],[25].

### Personnalités liées à la commune
- Félix Mangini, maire de la commune pendant trente-huit ans.

### Héraldique
| Armes | Les armes de Saint-Pierre-la-Palud se blasonnent ainsi : D’or à une montagne de trois coupeaux de sinople surmontée d’une massette et d’une pointerolle de mineur passées en sautoir, le tout de sable, au chef d’azur chargé d’une clef d’or accostée de deux touffes de joncs d’argent. |